# Quartier du port
Cet article possède un paronyme, voir Quartier du Fort.
Le quartier du port de Nice est un des quartiers de la ville.

## Situation
Le quartier du port est situé au sud-est de la ville. Il est généralement délimité à l'ouest par la colline du Château, la rue Catherine Ségurane et le boulevard Risso, au nord par la rue Barla, à l'est par l'avenue Lympia, le mont Alban et le mont Boron, et au sud par la mer Méditerranée.

## Histoire du port
Nice n'a jamais eu de port proprement dit jusqu'au milieu du XVIIIe siècle.

### De l'Antiquité auXVIIIesiècle
La méthode traditionnelle était soit d'échouer le navire sur le rivage, soit d'attendre des barques plus petites à faible tirant d'eau qui se chargeraient de récupérer la cargaison et d'approcher suffisamment pour que des animaux ou des hommes s'occupent de les mettre en lieu sec.
Des jetées de bois amélioraient le service, mais à Nice, la pente de la plage ne permettait que de très courts pontons.
Les ingénieurs savoyards ont planché longtemps sur la question. Creuser un port, oui, mais quel peut être le choix idéal d'un emplacement à Nice ? De part et d'autre de la colline du Château les projets furent nombreux. Ce fut le roi qui trancha finalement : l'anse de Lympia à l'est de la colline. Entre-temps, la géostratégie avait changé dans la mesure où le Roi-Soleil avait décrété le minage complet de la citadelle. Désormais sans défense, ni pour la ville ni pour le royaume de Savoie-Piémont, la ville se devait d'exister dans le royaume sous un aspect économique de commerce et d'échange. La Savoie établit des contacts avec les Anglais et les Russes ; ils se révélèrent fructueux deux siècles plus tard durant la Belle Époque[réf. nécessaire].

### Premier port Lympia
Le premier à penser à l'étendue de Lympia fut en 1672, le Comte Amédée de Castellamont.
Le lieu était quasi désert, mis à part une vieille chapelle abandonnée. Il suffisait d'excaver la lagune et de creuser un chenal pour communiquer avec la mer. Mais les ingénieurs piémontais tenaient, quant à eux, au site des Ponchettes, ils élaborèrent des plans pour détourner le Paillon et ainsi utiliser l'embouchure asséchée.
Et toujours, de fait, le duché de Savoie ne possédait comme unique débouché sur la mer que la voie routière qui devait franchir les montagnes pour rejoindre Turin, une des deux capitales du duché (la seconde étant Chambéry). Mais aucun port à Nice. En effet, la république de Gênes occupait le territoire le plus approprié, hélas.
Le roi Charles-Emmanuel III, trancha finalement le conflit en 1748 : le port se ferait dans la lagune de Limpia.
L'architecte Antonio Felice de Vincenti est chargé de l'affaire et les travaux débutent en 1749 mais lentement, c'est le moins qu'on puisse dire, puisqu'en 1761, une commission se réunit à Turin pour faire accélérer le mouvement.

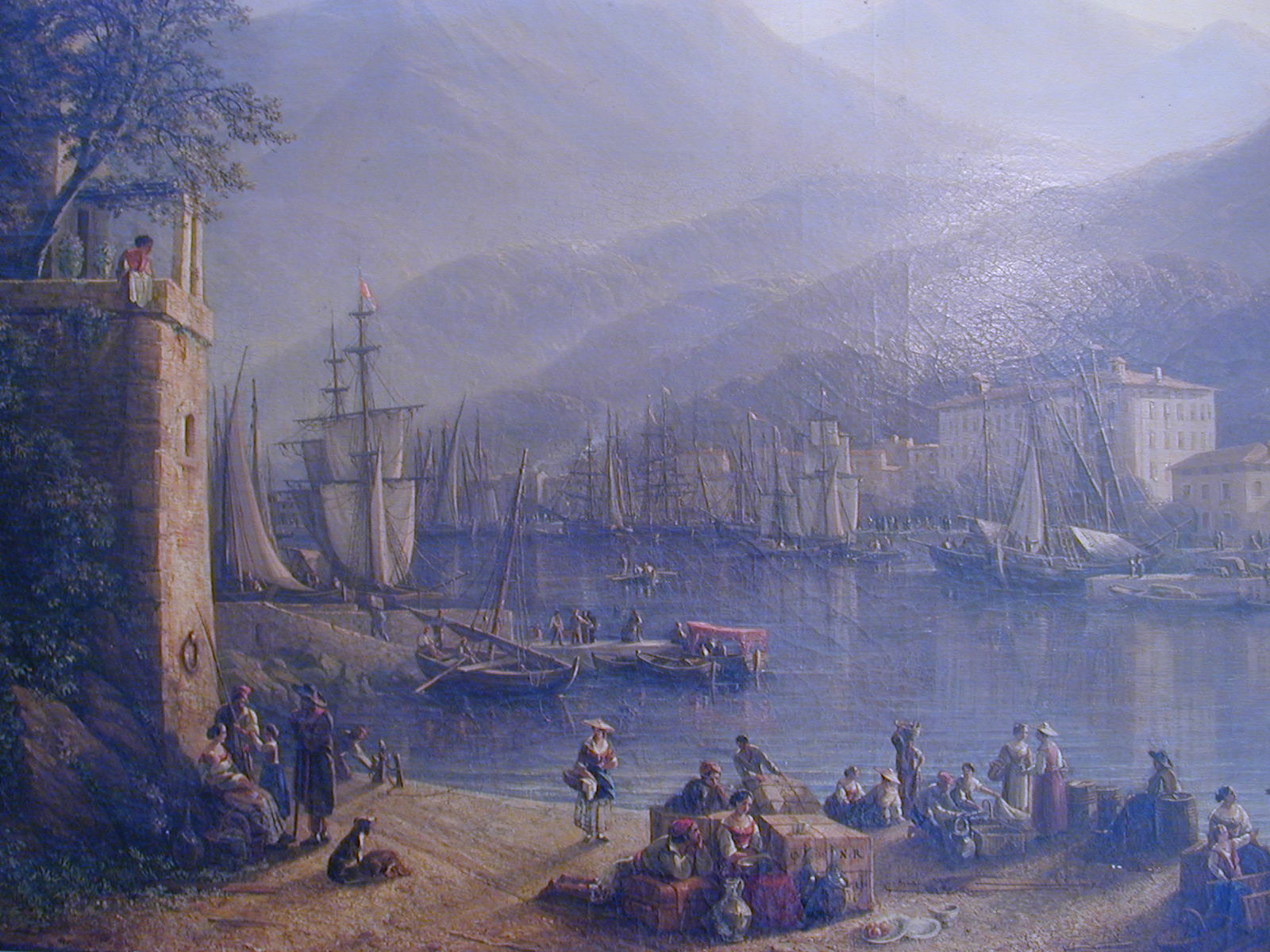
Le port de Nice peint par Isidore Dagnan (vers 1800?)

Sulzer donne une description précise du tout nouveau port : Un bassin circonscrit et dû tout entier à l'art. De fortes digues formées de puissantes assises calcaires protègent son entrée. Accidenté dans son fond de quartiers de roches, il ne peut recevoir les navires de 400 tonneaux qui sont obligés d'aller à Villefranche. Tout petit qu'il soit, il ne chôme jamais de visiteurs : sacolèves, tartanes, felouques à voiles latines, polacres, y accourent de Sicile, de Sardaigne, de Gênes, de Toulon, de Barcelone et des Baléares.
Smolett, autre découvreur de Nice, évoque lui les petits bâtiments chargés de sel et de vin. Il donne aussi une description du quartier naissant : Du côté du môle, il y a des soldats de garde en permanence et une batterie de sept canons pointés vers le large, de l'autre côté il y a une curieuse manufacture pour tresser et tisser la soie, il y a aussi une taverne, un café et plusieurs autres bâtisses fréquentées par les marins.
Y arrivaient donc les tartanes, les felouques, en un spectacle coloré, mais du strict point de vue commercial, l'activité du port naissant restait encore bien modeste.
On y exportait les produits locaux du comté comme huile d'olive, citrons, oranges, anchois et thons pêchés dans la Baie des Anges, mais aussi des produits issus de la plaine piémontaise qui transitaient à dos de mule par le col de Tende ; la soie grège, le riz et le chanvre.
Côté importation, les céréales que les négociants niçois achetaient jusque dans les colonies anglaises de l'Amérique du Nord, le sel, le sucre, le cacao, le café. Les Niçois se contentèrent de ce modeste trafic jusqu'à l'arrivée de commerçants plus habiles, essentiellement des juifs levantins habitués au négoce en gros.
Ce qui choquait les nouveaux arrivants, c'était non seulement le peu d'activité du port, mais aussi la pauvreté des installations portuaires. Constantin Sabat, originaire de Trieste, constatait : Les habitations du port de Lympie offrent un coup d'œil mesquin, n'étant composé que de petites baraques en bois.
Le remède ? Bâtir une isle, c'est-à-dire un quartier d'immeubles à plusieurs étages, nombre d'autres en suivraient l'exemple.
Contre ce qu'ils appelaient des « préjugés », les Levantins s'offraient à établir des manufactures et surtout des raffineries de sucre. Ce sentiment était partagé par quelques commerçants niçois, plus aventureux que les autres et qui, dès 1755, envoyaient au roi un mémoire dans lequel ils indiquaient les moyens de développer le port pour l'exportation des produits manufacturés comme les étoffes, le papier et le plomb.

### Agrandissements auxXIXeetXXesiècles

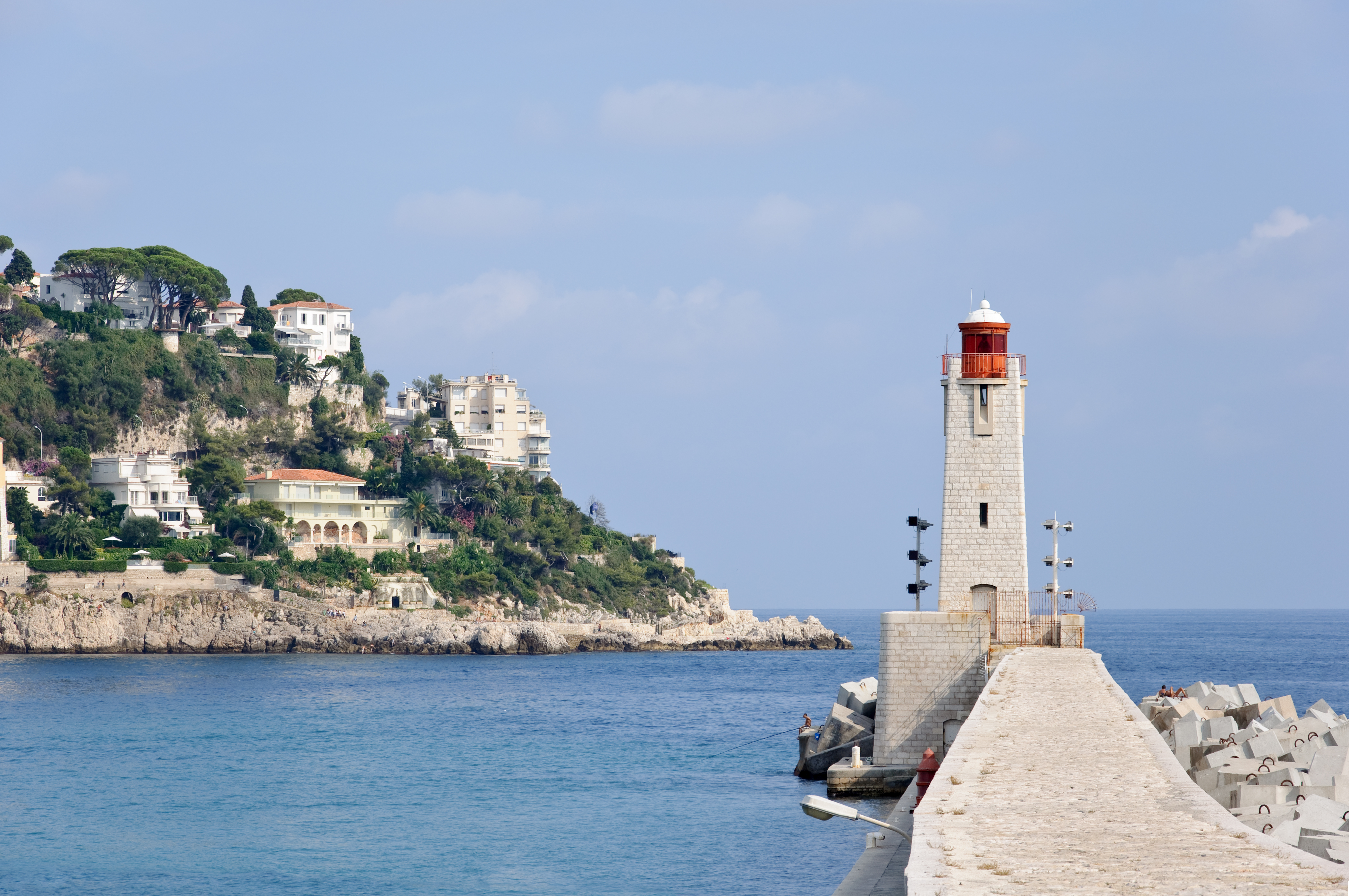
Le phare de Nice, au bout de la jetée prolongée du port Lympia

1898 : Creusement du second bassin en amont du premier. De nombreux entrepôts et habitations d'armateurs ou de commerçants disparaissent (dont celle de la famille Garibaldi).
Noter aussi les prolongations successives de la jetée du port en deux étapes.

## Commerce actuel et la part touristique du port

### Commerce de marchandise
Il ne représente plus qu'une faible part des mouvements portuaires. Il ne reste que le ciment fabriqué dans les deux grandes cimenteries de Contes et de la Grave de Peille.

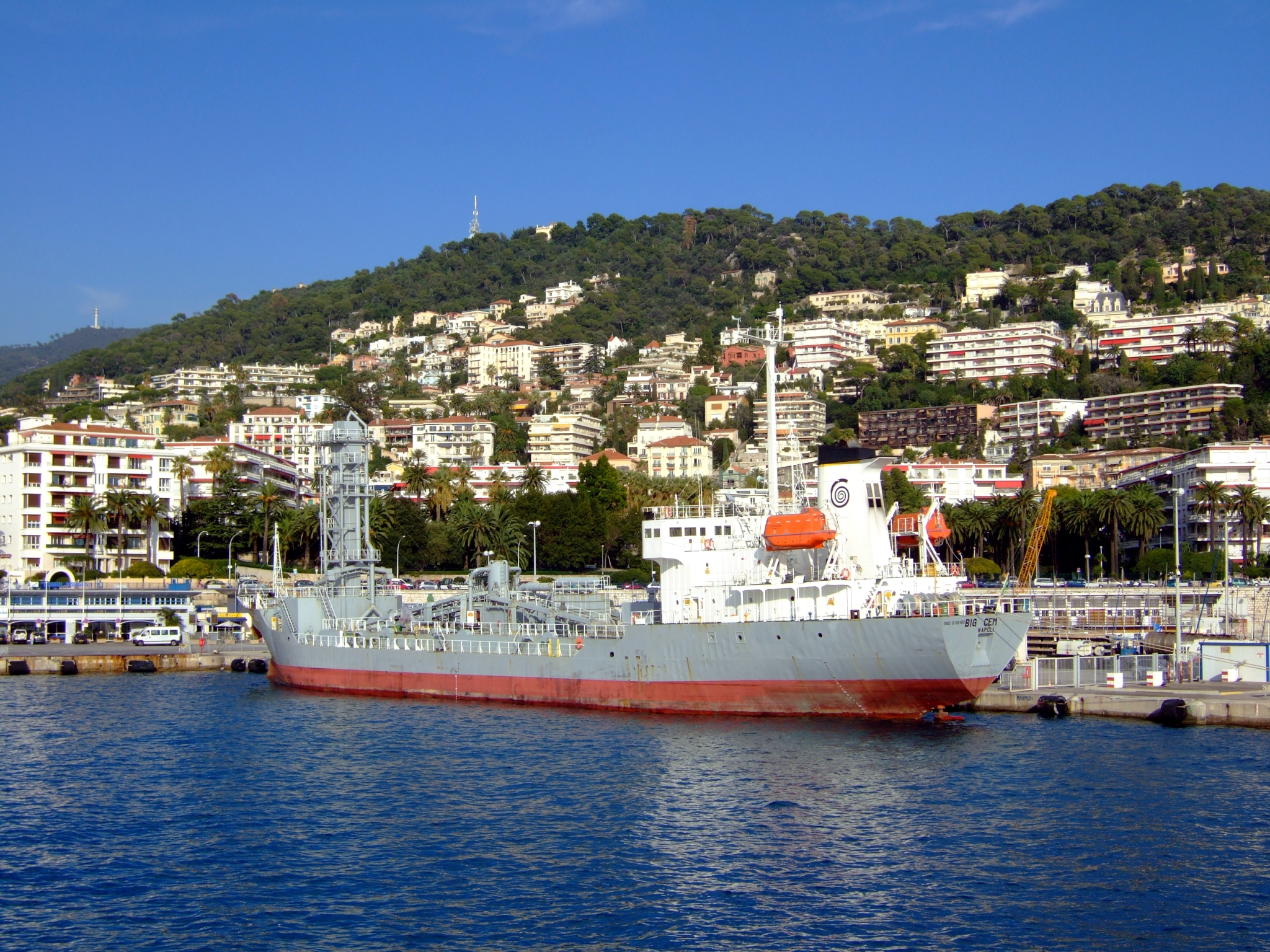
Un cimentier sur le quai d'Entrecastaux.

### Transit passager entre la Corse et le continent
Deux compagnies se partagent la clientèle sur Nice.

### Nice et Villefranche : escales de croisières en Méditerranée

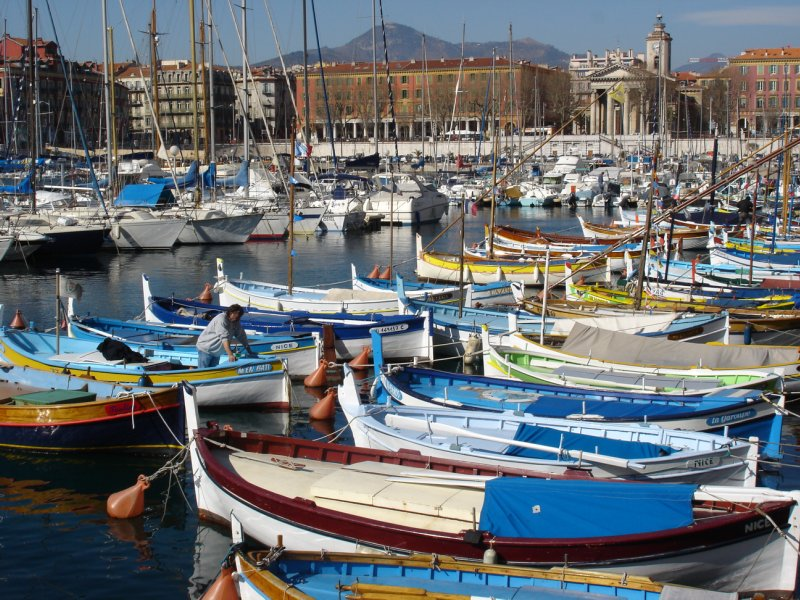
Au fond, la place Île-de-Beauté. Partie touristique du port.

## Voies du quartier
Les voies sont présentées par ordre alphabétique par simplicité et ne correspondent pas à une visite touristique. L'iconographie s'adaptera au fil des modifications.

### A
- Quai Amiral-Infernet : nouveau centre des congrès Nicea construit, après la démolition de l'Acropolis[1],[2].

#### Arson (place)
Du nom d'une famille niçoise (voir ci-dessous à la rue Arson), elle s'appelait auparavant place de la Manufacture.
La place Arson est longée par la rue Arson à l'est. Elle abrite de nombreux terrains de boules.
Haut lieu boulistique de concours vers les années 1890-1930, elle a perdu le privilège de recevoir les grandes compétitions. En même temps que la destruction de la manufacture des tabacs au profit d'un bloc d'habitations, un immense réservoir fut creusé sous la place destiné à recevoir les eaux pluviales. Les anciens platanes, malades, furent remplacés par des palmiers et l'aspect général de la place en fut modifié, mais pas ses dimensions.

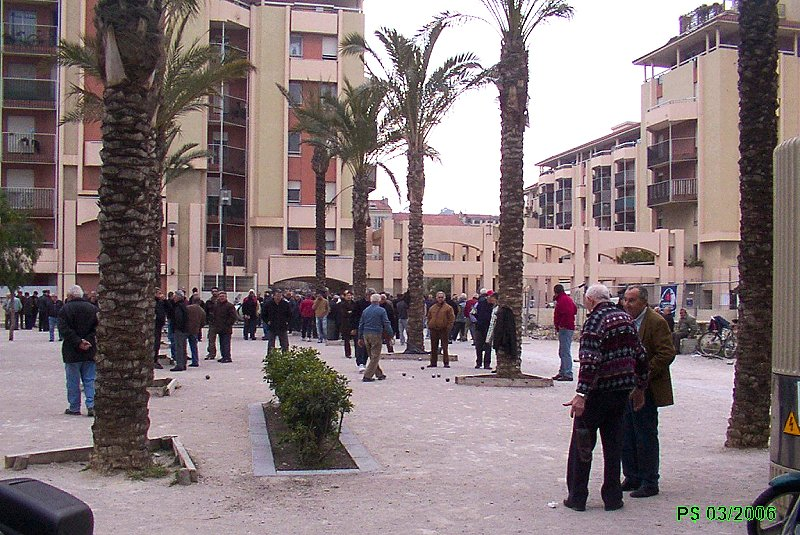
La place Arson : haut lieu des boulistes niçois. Vue direction sud. La rue Barla se situe 50 mètres après les arcades. Ces bâtiments remplacent l'ancienne manufacture des tabacs de Nice.

#### Arson (rue)
Nom donné en l'honneur d'une famille d'immigrants français qui fuirent la Révolution. Pierre-Joseph Arson s'installa banquier au port. Il achète vers 1810 une propriété dotée de grands terrains (actuelle Villa Arson, très modifiée pour les besoins de l'école d'art contemporain. Anobli vers 1830 sous le nom de Arson de Saint-Joseph, il fut premier consul de la ville. Son fils Gonzague (1814-1865) est connu pour ses prises de position actives en vue d'une indépendance du comté.
La rue Arson et la rue Auguste-Gal sont des axes nord-sud qui permettaient d'apporter les marchandises en provenance de la vallée du Paillon. La rue Cassini se chargeait du trafic local vers la vieille ville par la place Garibaldi.

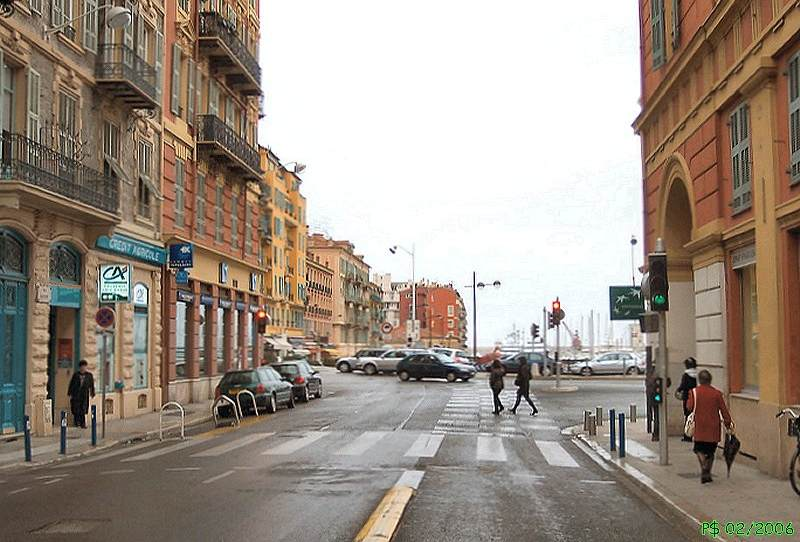
Le bout de la rue Arson qui débouche sur le port. C'est par ici qu'on embarque vers la Corse.
Photo prise en février 2006 par journée pluvieuse. Orientation sud

### B
Barla (rue)
Jean-Baptiste Barla (1817-1896) - Naturaliste niçois.
Grande artère au nord du quartier qui va de la Tête Carrée vers la Moyenne Corniche, c'est également la continuité de la Nationale 7, "route des vacances" qui relie Paris à Menton.
Depuis la fermeture de l'Hopital de Saint-Roch, le trafic s'y est apaisé, notamment celui des ambulances et véhicules de pompiers. La rue demeure celle où le stationnement y est le plus respecté, car la vidéo verbalisation veille au bon déroulement de celui-ci. Des établissements scolaires y sont de part et d'autre de la rue.

#### Bavastro (rue)
Joseph Bavastro (1760-1833), corsaire niçois.
Son père est commerçant et armateur, il suit la même carrière mais l'aventure révolutionnaire l'attire comme son ami André Masséna. On le trouve au siège de Gênes et comme ravitailleur dans l'expédition d'Égypte. Il est corsaire impérial et capitaine de frégate sur l'Intrépide un curieux navire équipé « à la Bavastro » et traque les navires anglais.
La rue s'étend de la rue Barla à l'arrière de l'église du port (circulation N → S). Habitations et petits commerces locaux.
|  |  |

#### Bonaparte (rue)
Ancien chemin de Villefranche, il partait des bords de la vieille ville pour rejoindre le col de Villefranche par l'ancien chemin du Mont-Alban (désignation actuelle).
Napoléon Bonaparte (1769-1821). Capitaine d'artillerie en 1793, il gravit rapidement les grades jusqu'à celui de général de brigade un an plus tard et commande l'artillerie de l'armée d'Italie. Entre mars et décembre 1794, il est hébergé chez le comte Laurenti au 6 de cette rue.
On raconte que Napoléon courtisait la fille du comte, Emilia. Il ne dut un salut honorable qu'en sautant par la fenêtre avant l'arrivée paternelle.
Il revient à Nice en 1795 avec le grade de commandant en chef de l'armée d'Italie mais loge alors à la maison Chabaud, rue Saint-François-de-Paule. Il s'impose, restructure et nourrit ses troupes. La suite est dans l'Histoire.
La rue Bonaparte est actuellement une rue très commerçante où il fait bon flâner.
La rue et son quartier sont de plus en plus courus car il y fait bon vivre.
De plus, à l'image du quartier du port et depuis le début des années 2000, elle est un lieu de la vie gay de Nice.
|  |  |
|  |  |

### C

#### Carnot (boulevard)
Il part du port pour aller vers Villefranche. On l'appelle aussi la Basse Corniche.
|  |  |

#### Cassini (rue)
axe E → O du port vers la place Garibaldi. Tout le trafic maritime de la ville y transitait.
La famille Cassini, originaire de Perinaldo, un village alors intégré au comté de Nice. Entre 1650 et 1845, les Cassini donnèrent à la science cinq générations de scientifiques : quatre astronomes (et cartographes) et un botaniste.
|  |  |
|  |  |

#### Catherine-Ségurane (rue)
Cette rue permet d'accéder soit au port par le jeu des sens uniques actuels, soit vers la pointe de Rauba-Capeù et rejoindre ensuite le quai des États-Unis.
En l'honneur de Catherine Ségurane, l'héroïne mythique niçoise qui s'illustra au bastion Sincaïre non loin du début de cette rue, juste derrière la place Garibaldi. Catarina, armée de son battoir à linge de lavandière aurait pris l'étendard turc d'un assaillant durant le siège de 1543.

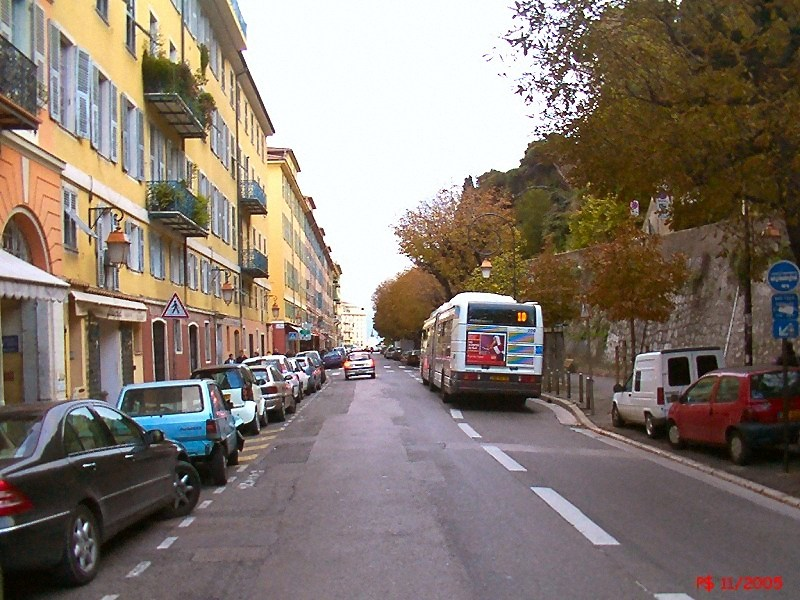
Rue Catherine-Segurane, direction SE
À droite, les contreforts du Château. Côté gauche, des locaux commerciaux et d'habitation datant des années 1850.

Juste un peu plus loin, ce secteur est le fief des antiquaires et du marché aux puces déplacé du Paillon par les travaux du théâtre et du musée d'art contemporain. Le philosophe Nietzsche séjourna dans la Maison C. Conso, au no 38, où une plaque indique : Ici le 2 décembre 1883 Frédéric Nietzsche commença ses séjours à Nice.

### D

#### Douane (quai de la)
Le quai longe le port côté occidental. C'est un large axe de circulation à double sens qui se prolonge vite par le quai Lunel avant de passer devant le monument aux morts et rejoindre la Promenade. Bureaux, habitations de luxe et restaurants.
Si les taxes douanières existent depuis le XVIe siècle dans le duché de Savoie, le fait de posséder un port franc en atténua fortement son importance sur les entrées maritimes. Cette situation perdura jusqu'aux années 1820 où le port voit peu à peu disparaître ses avantages. En 1854, tout était consommé, le comté rentrait définitivement dans le giron général fiscal de l'administration savoyarde... en cours...
|  |  |

### E

#### Eberlé (montée)
Cette montée comme la montée Montfort située à l'opposé se rejoignent pour permettre d'accéder à la colline du Château. Elles n'existaient pas du temps de la citadelle mais furent construites dans les années 1830. Lieu de promenade pour tous.
Gaspard Eberlé (1764-1837), caporal alsacien il monte rapidement en grade pour être général de brigade en 1800, puis gouverneur de la place militaire de Nice après avoir perdu le bras. Il finit ses jours à Nice avec son épouse.

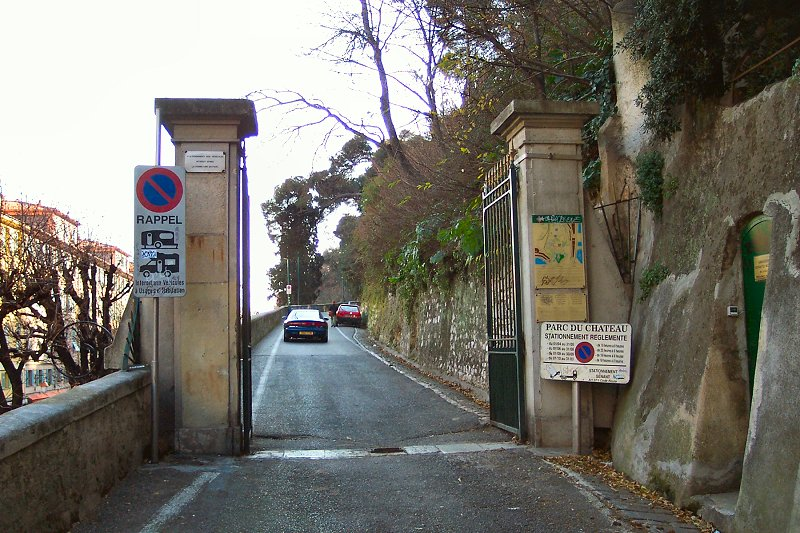
La montée Eberlé vers le Château.

#### Emmanuel-Philibert (rue)
La rue part du bout de la rue Ségurane et rejoint la rue Barla où elle change de nom en rue Ribotti dans le quartier de Riquier. Circulation S → N (voir photo).
Prince Emmanuel-Philibert (1628-1709) (Emmanuel-Philibert de Savoie-Carignan) était sourd-muet de naissance, cela s'améliore un peu par la suite (référence à un ex-voto placé à Notre-Dame de Laghet). Mais pour Marguerite et Roger Isnard (voir la Bibliographie), il s'agirait d'Emmanuel-Philibert de Savoie.

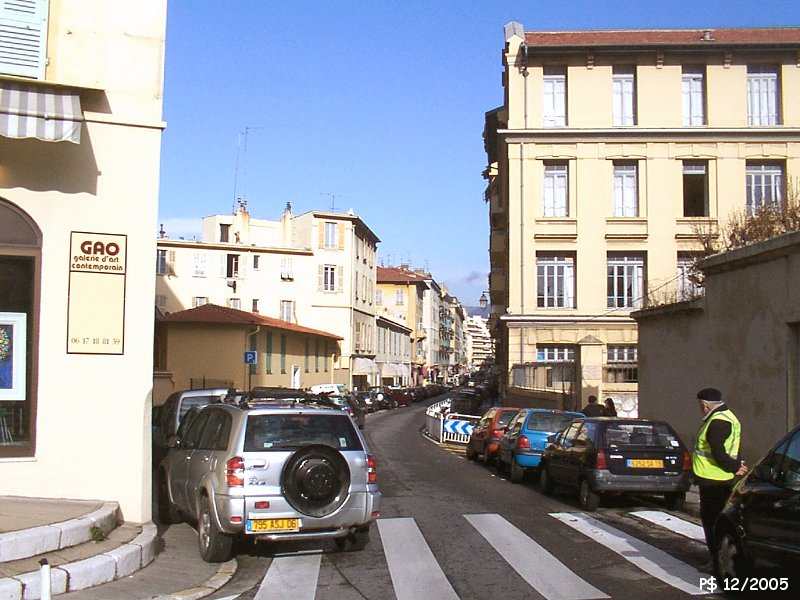
La rue Emmanuel-Philibert en direction du quartier Riquier. Les puces de Nice actuelles sont derrière à droite.
Un "papy-circulation" attend la sortie de l'école en ce samedi matin.

### F

#### Fodéré (rue)
Cette rue est parallèle à la place de l’Île-de-Beauté. Sens de circulation actuel NO → SE en direction du Mont-Boron où elle se termine sur un escalier.
Deux édifices religieux chrétiens, l'un orthodoxe, l'autre catholique, mais tous les deux dédiés à la Vierge Marie, y sont implantés :
- no 3, au rez-de-chaussée d’un immeuble ancien, la chapelle de la Dormition-de-la-Vierge est un lieu de culte de l’Église orthodoxe serbe ;
- no 8, dans un corps de bâtiment dominé par un clocher, sont l’adresse et les bureaux de l’église Notre-Dame-du-Port de Nice, lieu de culte catholique donc l'accès principal se fait par la place de l’Île-de-Beauté.

François-Emmanuel Fodéré (1764-1835). Un Savoyard médecin aux armées et auteur d'ouvrages de médecine. Il continue sa carrière à Strasbourg.
|  |  |

#### Foresta (rue de)
Rue à double sens qui part du monument aux morts et jusqu'à la rue Catherine Ségurane dont elle est la continuité.
Entrées d'habitations qui donnent sur le port. Tout au fond, le marché aux puces se trouve en contrebas, au niveau des quais.
Jean de Foresta (1790-1872), membre du conseil municipal en 1849, député de Nice en 1850 au parlement de Turin puis sénateur et ministre de la justice. Hostile au rattachement, il continue sa carrière à Bologne après 1860.
|  |  |

#### François-Guisol (rue)
La rue part du port et continue au nord dans le quartier de Riquier.
François Guisol ou François Augustin Guisol (1803-1874) est un écrivain niçois, artiste et danseur. Ses pensées pro-françaises et anticléricales le font mal voir de l'élite locale, il est même emprisonné, exilé. Il rentre à Nice au rattachement. Il laisse une somme importante de chansons, de manuscrits et d'articles.

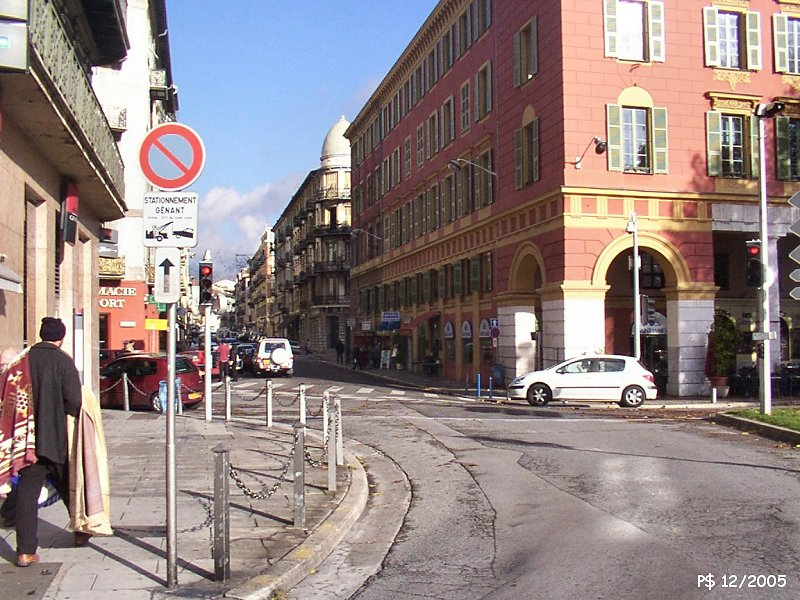
Rue François Guisol vers le nord. La vue est prise ici de la place Ile-de-Beauté.

### G

#### Garibaldi (place)
Les arcades de la place :
|  |  |

#### Guynemer (square)
Petite bande de terre entre le quai Lunel et la rue de Foresta. Le square abrite la statue du roi Charles-Félix (Carlo Felice en italien) qui domine le port. Point de vue idéal pour le tourisme.
On donna le nom de Georges Guynemer, célèbre aviateur de la Première Guerre mondiale sans qu'il n'ait eu de rapport avec la ville de Nice.
L'index de la statue du roi qui pointe vers le large est toujours détruit malgré les multiples restaurations. Il y a toujours un Niçois pour lui rebriser l'index en souvenir de l'abrogation des droits de franchise portuaires.
|  | Visitez par ici |

### I

#### Île de Beauté (place)
On l'appelle aussi place du Port, elle longe le dernier bassin creusé plus tardivement. Le nom rappelle que le port de Nice est le principal lien français avec la Corse devant Marseille. Il existe aussi de nombreuses liaisons entre Gênes et la Corse par les Corsica Ferries.
L'ensemble architectural construit au XIXe siècle au fond du port Lympia, place Île-de-Beauté, est inscrit aux Monuments historiques depuis 1991. Cet ensemble comprend notamment l'église Notre-Dame-du-Port, le portique longeant la place, certaines façades sur la place et sur rue, ainsi que l'escalier monumental menant du quai Cassini à la place Île-de-Beauté.
|  |  |  |

Le portique du port :
|  |  |

### Iconographie
- Conseil départemental des Alpes-Maritimes : le port dans les peintures du XIXe siècle